# Rieden (Antdorf)
Rieden ist ein Gemeindeteil von Antdorf im oberbayerischen Landkreis Weilheim-Schongau. Der Weiler Rieden gehörte zur ehemaligen Gemeinde Frauenrain.

## Sehenswürdigkeiten
Siehe: Liste der Baudenkmäler in Antdorf